# منتخب إنجلترا لسباعيات الرغبي
منتخب إنجلترا لسباعيات الرغبي (بالإنجليزية: England national rugby sevens team)‏ هو ممثل إنجلترا الرسمي في المنافسات الدولية في سباعيات الرغبي .